# Морено (округ)
Округ Море́но (ісп. Moreno) — адміністративно-територіальна одиниця 2-ого рівня у провінції Буенос-Айрес в центральній Аргентині. Адміністративний центр округу — Морено (ісп. Moreno).
Населення округу становить 452505 осіб (2010). Площа — 186 кв. км.

## Історія
Округ заснований у 1864 році.

## Населення
У 2010 році населення становило 452505 осіб. З них чоловіків — 224291, жінок — 228214.

## Політика
Округ належить до 1-ого виборчого сектору провінції Буенос-Айрес.